# Rue Joséphine
La rue Joséphine est une voie du 18e arrondissement de Paris, en France.

## Situation et accès
La rue Joséphine est une voie privée située dans le 18e arrondissement de Paris. Elle débute au 117, rue Damrémont et se termine en impasse.

## Origine du nom

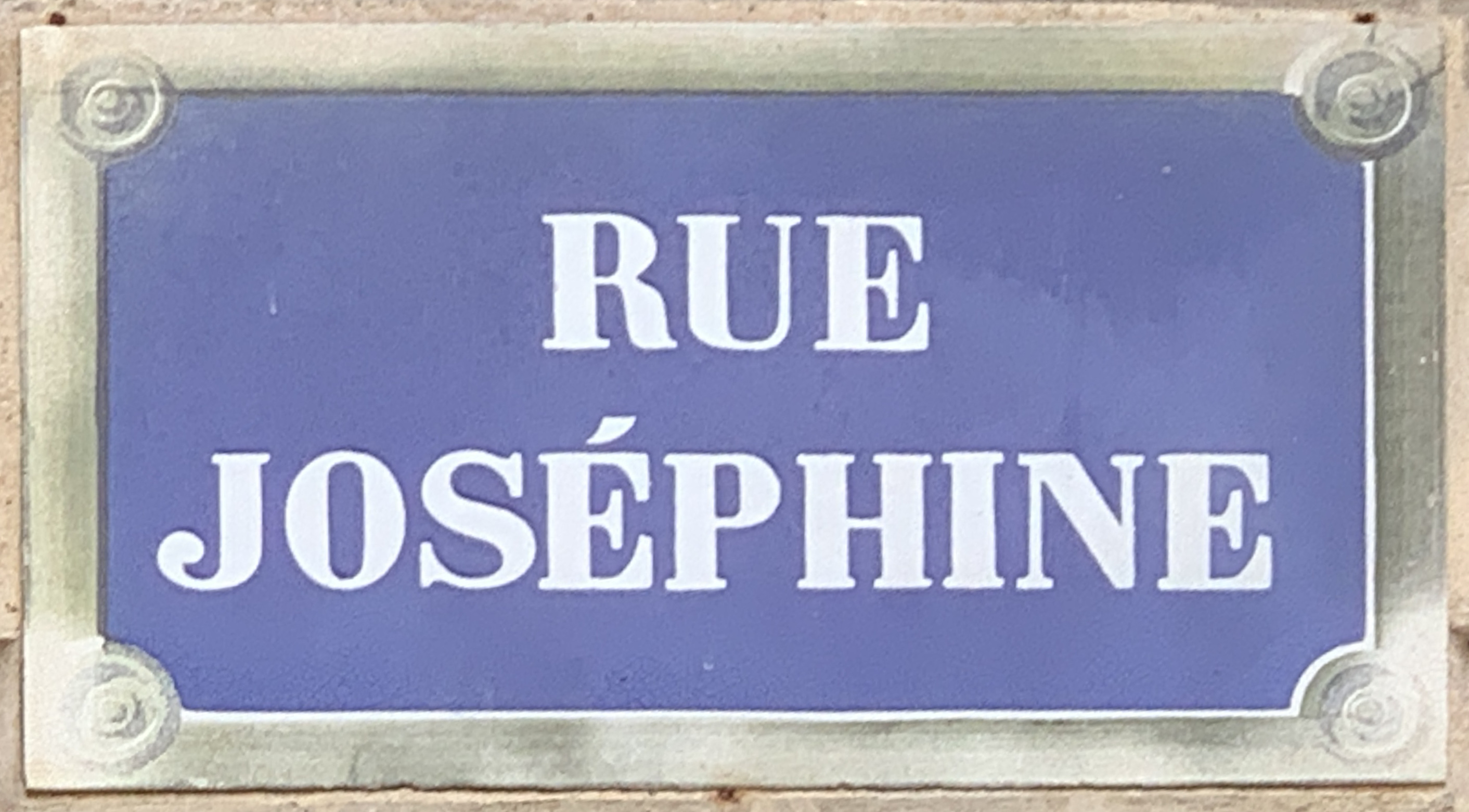
Plaque de la rue.

L'origine du nom est inconnue, elle n'est citée dans aucun ouvrage. 

## Historique
Cette voie est ouverte en 1895.